# Puerto Montt
Pour les articles homonymes, voir Montt.
Puerto Montt (Melipulli en mapudungun) est une ville et une commune du Chili, capitale de la province de Llanquihue et de la région des Lacs. Fortement dépendante des activités touristiques et de transport, Puerto Montt est la porte d'entrée de la Patagonie chilienne qui commence au niveau de l'estuaire de Reloncaví et s'étend jusqu'au cap Horn.

## Géographie

### Situation
Puerto Montt se situe à 1 035 kilomètres au sud de Santiago du Chili par la route panaméricaine, sur la rive nord du vaste golfe appelé Seno de Reloncaví.

### Démographie
La commune comptait 238 455 habitants selon le recensement établi en 2012 par l'Institut national de la statistique du Chili.
Le recensement de 2002 indiquait que la commune comptait 87 825 hommes, soit 49,9 % de la population, et 88 113 femmes, soit 50,1 % de la population.

### Climat
Puerto Montt possède un climat tempéré océanique (Cfb d'après la classification de Köppen).
| Mois                   | jan.      | fév.      | mars      | avril     | mai       | juin      | jui.      | août      | sep.      | oct.      | nov.      | déc.      | année     |
| ---------------------- | --------- | --------- | --------- | --------- | --------- | --------- | --------- | --------- | --------- | --------- | --------- | --------- | --------- |
| T. min. moy.           | 9,3       | 9         | 8,2       | 6,6       | 5,6       | 4,3       | 3,5       | 3,7       | 4,2       | 5,6       | 6,9       | 8,5       | 6,3       |
| T. moy. (°C)           | 14,3      | 13,8      | 12,2      | 9,9       | 8,4       | 6,9       | 6,2       | 6,7       | 7,8       | 9,6       | 11,4      | 13,3      | 10,4      |
| T. max. moy.           | 19,8      | 19,7      | 17,9      | 15        | 12,5      | 10,5      | 10,2      | 11,2      | 12,9      | 14,5      | 16,4      | 18,4      | 14,9      |
| Rec. de fr. date       | 0,8 2019  | 0,4 1979  | −0,8 1972 | −3,4 1975 | −6 2007   | −6,4 1967 | −7,1 1988 | −5,4 1972 | −5,4 1976 | −2,3 1994 | −0,5 2009 | −0,3 2010 | −7,1 1988 |
| Rec. de ch. date       | 34,7 1975 | 35,1 2019 | 31,6 1971 | 25,8 1998 | 20,8 1993 | 20 1966   | 20,9 1996 | 19,9 2000 | 24,2 1978 | 24,8 1989 | 28,1 1994 | 30,4 1984 | 35,1 2019 |
| Ensol. (h)             | 211       | 183       | 152       | 108       | 69        | 57        | 69        | 94        | 124       | 154       | 167       | 196       | 1 584     |
| Rec. de v. (km/h) date | 53 1975   | 40 1990   | 42 2006   | 42 2011   | 49 1985   | 55 1982   | 51 1973   | 49 1993   | 41 1999   | 42 1976   | 43 1985   | 35 1976   | 55 1982   |
| Préc. (mm)             | 90        | 93        | 99        | 143       | 234       | 224       | 229       | 209       | 146       | 121       | 112       | 103       | 1 703     |
| dont neige (cm)        | 0         | 0         | 0         | 0         | 0         | 0         | 7,49      | 0         | 1,12      | 11,2      | 0         | 0         | 19,81     |
| Rec. de pl. (mm) date  | 128 1997  | 155 1983  | 150 1982  | 87 1995   | 165 1996  | 76 2000   | 305 1975  | 305 1974  | 123 1992  | 305 1975  | 127 2007  | 311 1973  | 311 1973  |
| J. avec préc.          | 13        | 11        | 13        | 16        | 20        | 20        | 20        | 20        | 17        | 18        | 16        | 14        |           |
| Hum. rel. (%)          | 80        | 83        | 85        | 88        | 89        | 90        | 90        | 88        | 86        | 84        | 81        | 79        | 85,25     |

| Diagramme climatique                                  |         |           |          |            |            |            |            |            |            |            |            |
| J                                                     | F       | M         | A        | M          | J          | J          | A          | S          | O          | N          | D          |
| 19,89,390                                             | 19,7993 | 17,98,299 | 156,6143 | 12,55,6234 | 10,54,3224 | 10,23,5229 | 11,23,7209 | 12,94,2146 | 14,55,6121 | 16,46,9112 | 18,48,5103 |
| Moyennes : • Temp. maxi et mini °C • Précipitation mm |         |           |          |            |            |            |            |            |            |            |            |

| Mois                        | Janv  | Fév   | Mars  | Avr   | Mai   | Juin  | Juil  | Août  | Sept  | Oct   | Nov   | Déc   |
| --------------------------- | ----- | ----- | ----- | ----- | ----- | ----- | ----- | ----- | ----- | ----- | ----- | ----- |
| Heure moyenne de l'aube     | 10:37 | 11:17 | 11:50 | 13:23 | 13:54 | 14:17 | 14:14 | 13:42 | 12:52 | 12:01 | 10:22 | 10:13 |
| Heure moyenne du crépuscule | 01:26 | 00:55 | 00:12 | 00:20 | 23:42 | 23:28 | 23:42 | 00:11 | 00:42 | 01:14 | 00:51 | 01:22 |

## Économie
La ville possède un important port de commerce, de pêche et de transport (ferry).
Puerto Montt se trouve dans une région aux paysages naturels magnifiques, attirant les touristes : on trouve à proximité des lacs, des plages, des forêts, des montagnes, des centres de ski, des lieux de pêche.

## Religion
La population de Puerto Montt est majoritairement catholique, malgré la concurrence du protestantisme évangélique originaire des États-Unis. La ville est le siège de l'archidiocèse de Puerto Montt avec la cathédrale Notre-Dame-du-Mont-Carmel construite en 1870.

## Jumelage
- Gaspé (Canada)
- Qingdao (Chine)

## Photos

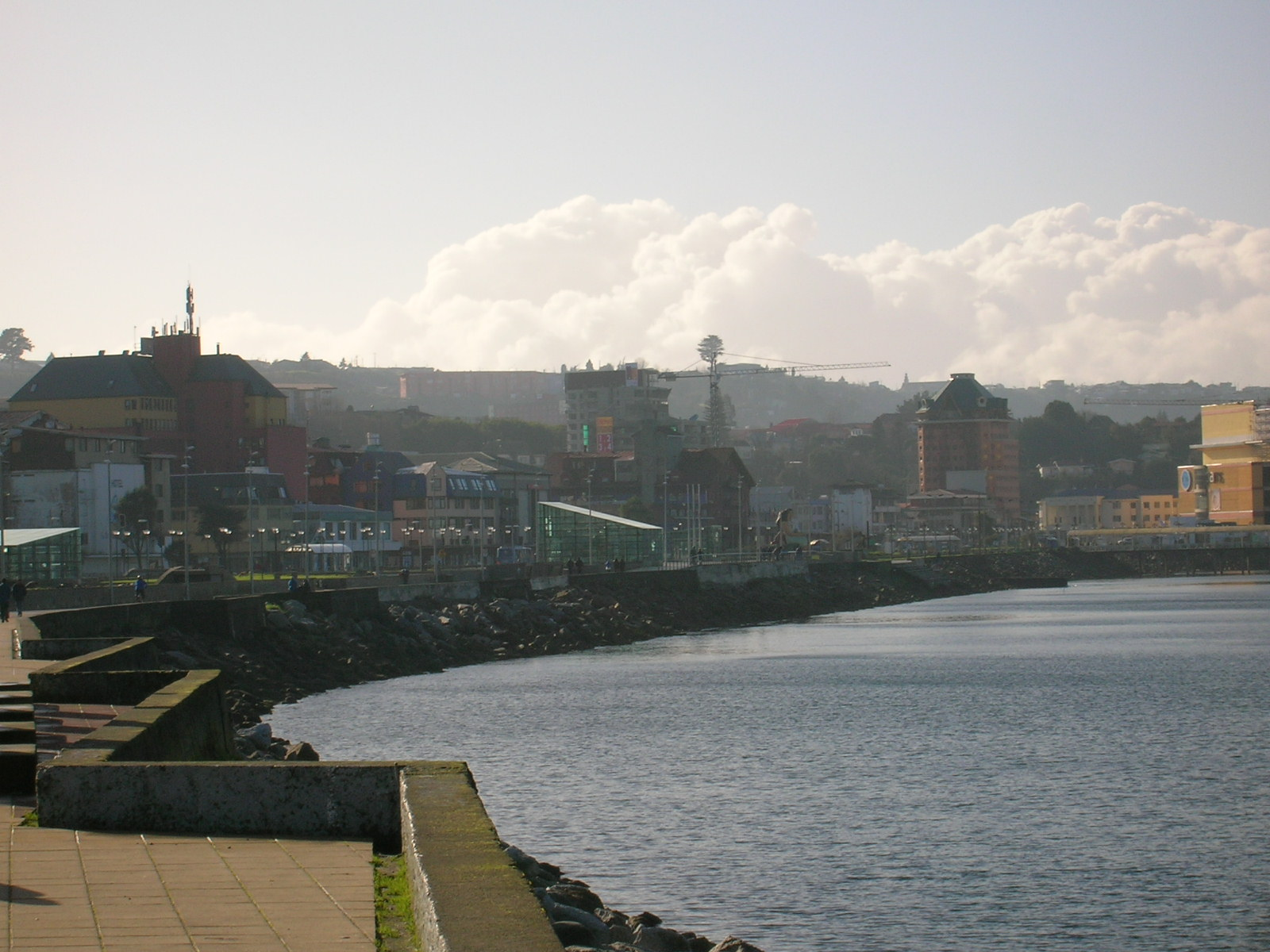
Puerto Montt, promenade côtière
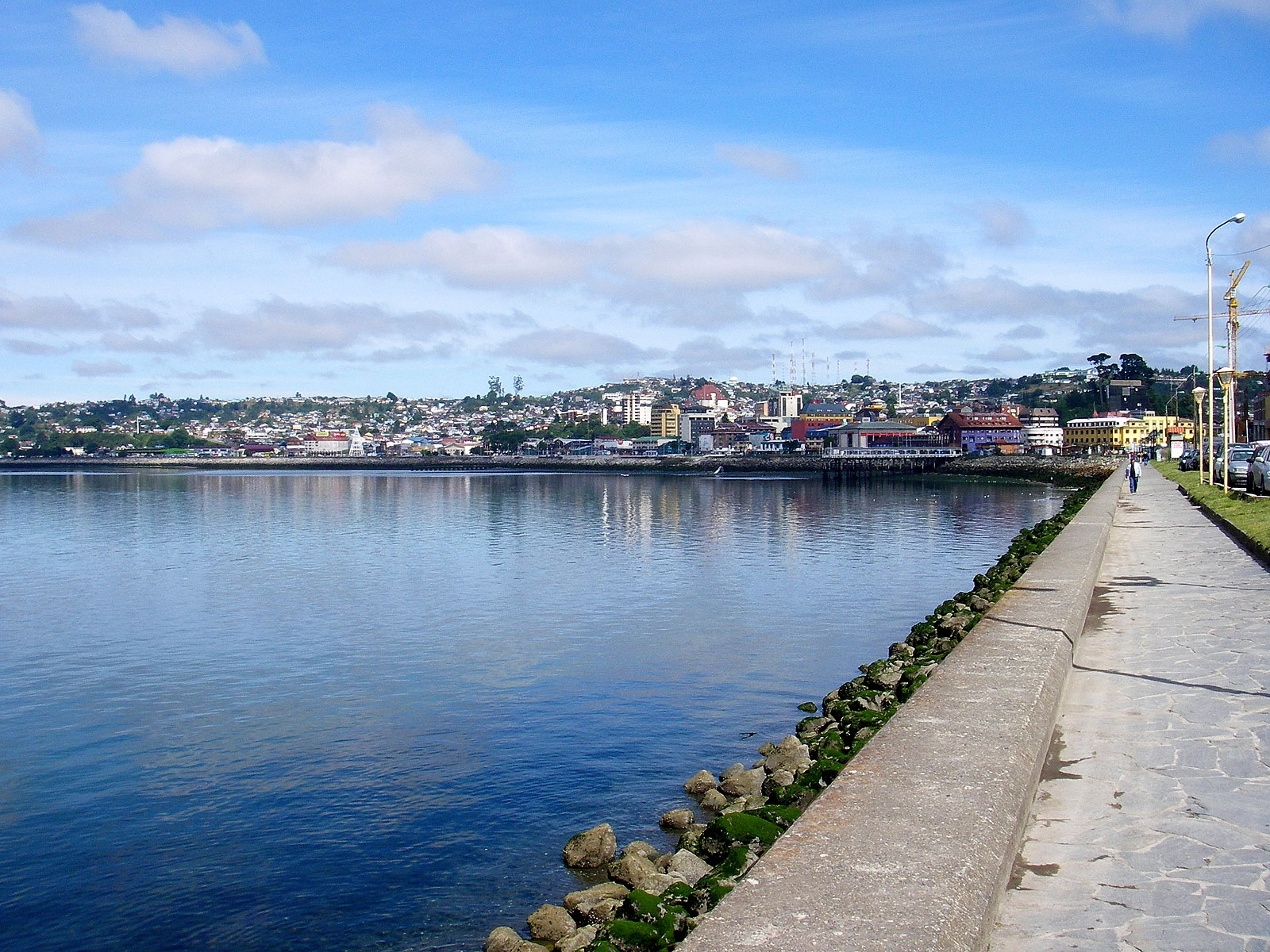
Puerto Montt en 2006
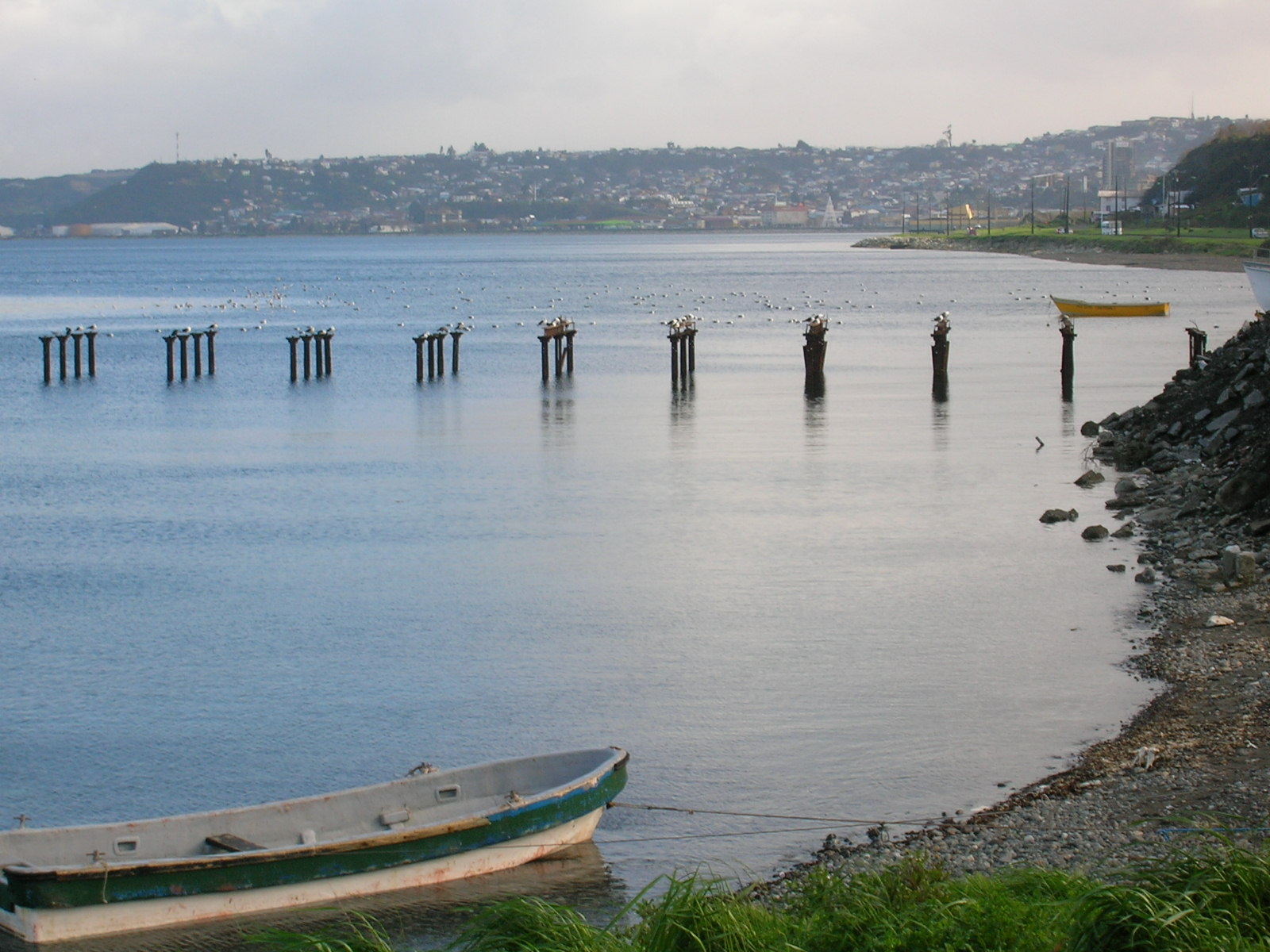
Puerto Montt, vue d'ensemble
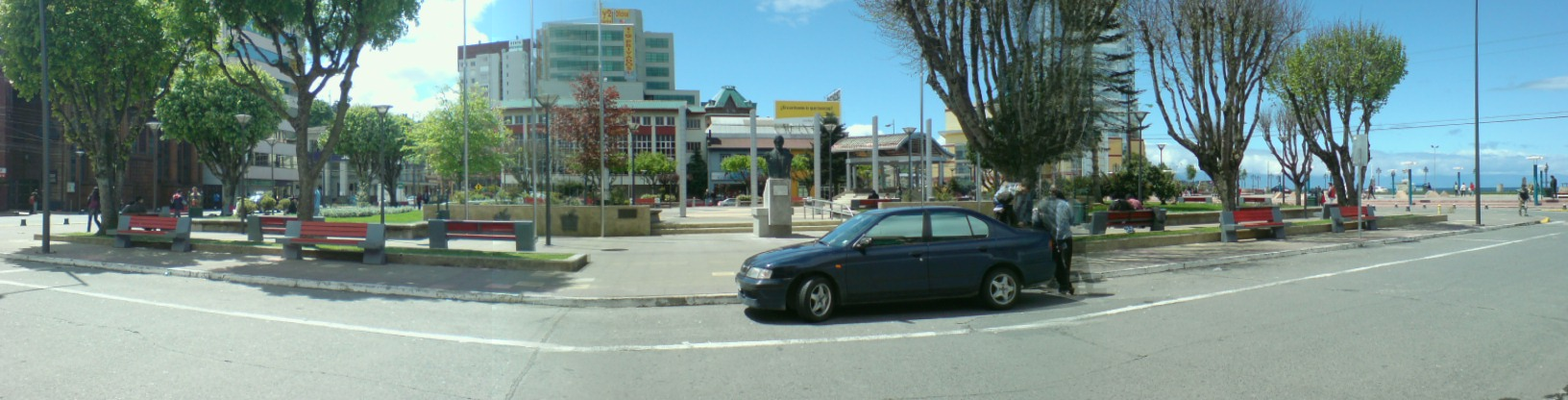
Vue panoramique du centre-ville

Position de Puerto Montt (en rouge) au sein de la Région des Lacs.